# Aeroportul Porto Nacional
Aeroportul Porto Nacional (IATA: PNB, ICAO: SBPN, SDPE) este un aeroport din Tocantins, Região Norte do Brasil⁠(d), Brazilia ce deservește zona Porto Nacional. Aeroportul a fost tranzitat în 2013 de 0 pasageri. A fost numit după zona deservită.
Situat la o altitudine de 265 m, aeroportul dispune de 1 pistă.

## Infrastructură

### Piste
Aeroportul dispune de o singură pistă. Pista 5/23 are suprafața de asfalt și dimensiunile 1.700 m × 30 m. 